# Élections municipales québécoises de 1977
Les élections municipales québécoises de 1977 sont les scrutins tenus en octobre 1977 dans certaines municipalités du Québec. Elles permettent de déterminer les maires et/ou les conseillers de ces municipalités.
Des élections ont notamment lieu à Québec.

## Montréal

### Montréal-Est
Élection générale tenue le 6 novembre 1977
| Candidats pour la mairie | Vote            | %               |
| ------------------------ | --------------- | --------------- |
| Édouard Rivet (Sortant)  | Sans opposition | Sans opposition |

| Candidats Quartier Centre - Siège 1 | Vote            | %               |
| ----------------------------------- | --------------- | --------------- |
| Roger Lachapelle (Sortant)          | Sans opposition | Sans opposition |

| Candidats Quartier Centre - Siège 2 | Vote            | %               |
| ----------------------------------- | --------------- | --------------- |
| Roland Beaudin (Sortant)            | Sans opposition | Sans opposition |

| Candidats Quartier Nord - Siège 1 | Vote  | %   |
| --------------------------------- | ----- | --- |
| Maurice Senez                     | + 458 | n/d |
| Robert Blais                      | n/d   | n/d |

| Candidats Quartier Nord- Siège 2 | Vote            | %               |
| -------------------------------- | --------------- | --------------- |
| Yvon Labrosse (Sortant)          | Sans opposition | Sans opposition |

| Candidats Quartier Ouest - Siège 1 | Vote            | %               |
| ---------------------------------- | --------------- | --------------- |
| Roland Rhéaume                     | Sans opposition | Sans opposition |

| Candidats Quartier Ouest - Siège 2 | Vote            | %               |
| ---------------------------------- | --------------- | --------------- |
| Joseph Patriarco (Sortant)         | Sans opposition | Sans opposition |